# 733 до н. е.

## Події
- Засновані Сиракузи[1].
- Похід Тіглатпаласара III на Дамаск.

## Померли
- Мелес
- Набонасар